# Hansenomysis fyllae
Hansenomysis fyllae är en kräftdjursart som först beskrevs av Hansen 1887.  Hansenomysis fyllae ingår i släktet Hansenomysis och familjen Petalophthalmidae. Inga underarter finns listade i Catalogue of Life.